# Francis Lawrence

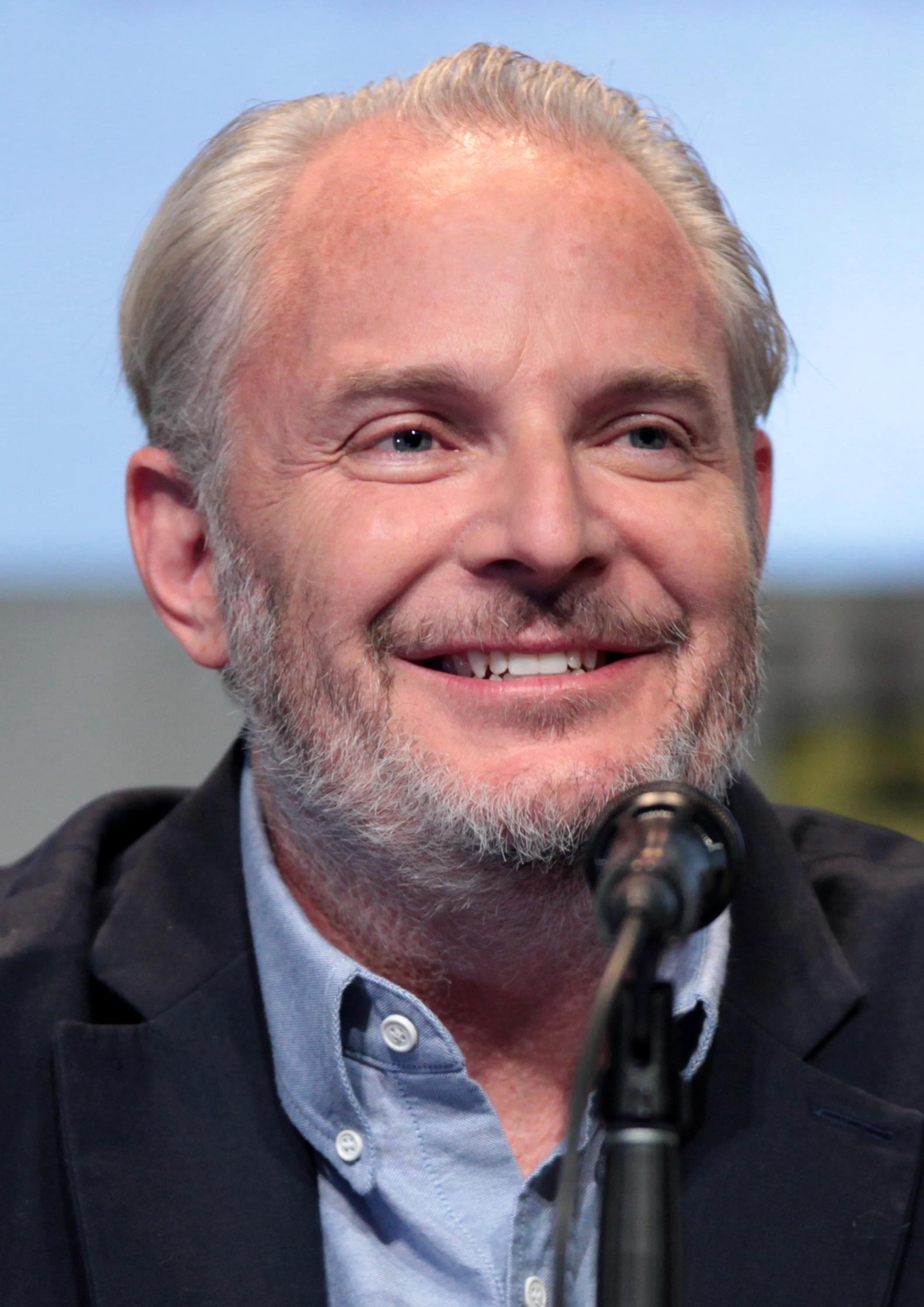
Francis Lawrence auf der Comic-Con (2015)

Francis Lawrence (* 26. März 1971 in Wien) ist ein US-amerikanischer Regisseur von Musikvideos und Spielfilmen.

## Leben
Lawrence wurde in der österreichischen Bundeshauptstadt Wien geboren; seine Familie zog nach Los Angeles, als er drei Jahre alt war. Lawrence arbeitete als zweiter Kameraassistent bei den Dreharbeiten für Hart auf Sendung (Pump Up the Volume), bevor er seinen Abschluss im Studiengang Regie Kino- und Fernsehfilm an der Loyola Marymount University machte. 1993 arbeitete er als Analog-Digital-Umsetzer für den Film Marching Out of Time von Anton Vassil und dann zusammen mit seinem ehemaligen Mitschüler Mike Rosen an der Regie von Musikvideos. Lawrences erstes selbstgeleitetes Musikvideo mit der Band Tidal Force für Michael Blakey, den Präsidenten der Plattenfirma Atico Records, hatte großen Erfolg und begründete seinen Ruf als einfallsreicher Drehbuchautor und Regisseur.
Lawrence schloss sich einer neuen Filmproduktionsgesellschaft an, wo seine Karriere als erfolgreicher Regisseur begann. Er inszenierte die Musikvideos berühmter Künstler, wie Britney Spears, The Black Eyed Peas, Avril Lavigne, Aerosmith, Jennifer Lopez, Lady Gaga, Pink und Shakira. Zudem ist er als Regisseur für zahlreiche Werbespots verantwortlich, zum Beispiel für Coca-Cola, L’Oréal, Calvin Klein, Pepsi, Maybelline, Bacardi und McDonald’s.
2005 leitete er die Dreharbeiten zu seinem ersten Spielfilm Constantine mit Keanu Reeves in der Hauptrolle. 2007 führte er die Regie für den Film I Am Legend mit Will Smith, der auf dem gleichnamigen Roman von Richard Matheson basiert.
2011 wurde Lawrence für das Musikvideo Bad Romance von Lady Gaga mit dem Grammy Award für das beste Musikvideo ausgezeichnet. Es folgte im selben Jahr sein Film Wasser für die Elefanten, der schon am Eröffnungswochenende fast 17 Millionen US-Dollar einspielte. 2013 inszenierte er den Science-Fiction-Film Die Tribute von Panem – Catching Fire, der Fortsetzung von Die Tribute von Panem – The Hunger Games aus dem Jahr 2011. Auch bei dessen Fortsetzungen, Die Tribute von Panem – Mockingjay Teil 1 (2014) und Die Tribute von Panem – Mockingjay Teil 2 (2015), übernahm Lawrence die Regie. Auch das im November 2023 veröffentlichte Prequel Die Tribute von Panem – The Ballad of Songbirds and Snakes wurde von ihm verantwortet.
Im Herbst 2025 wird seine Verfilmung des Stephen Kings-Romans Todesmarsch erscheinen.

## Filmografie (Auswahl)
- 2005: Constantine
- 2007: I Am Legend
- 2009: Kings (Fernsehserie, 3 Episoden)
- 2011: Wasser für die Elefanten (Water for Elephants)
- 2012: Touch (Fernsehserie, Episode 1x01)
- 2013: Die Tribute von Panem – Catching Fire (The Hunger Games: Catching Fire)
- 2014: Die Tribute von Panem – Mockingjay Teil 1 (The Hunger Games: Mockingjay – Part 1)
- 2015: Die Tribute von Panem – Mockingjay Teil 2 (The Hunger Games: Mockingjay – Part 2)
- 2018: Red Sparrow
- 2019: See – Reich der Blinden (See, Fernsehserie, 3 Episoden)
- 2022: Schlummerland (Slumberland)
- 2023: Die Tribute von Panem – The Ballad of Songbirds and Snakes (The Hunger Games: The Ballad of Songbirds and Snakes)